# مسیه ۲۸

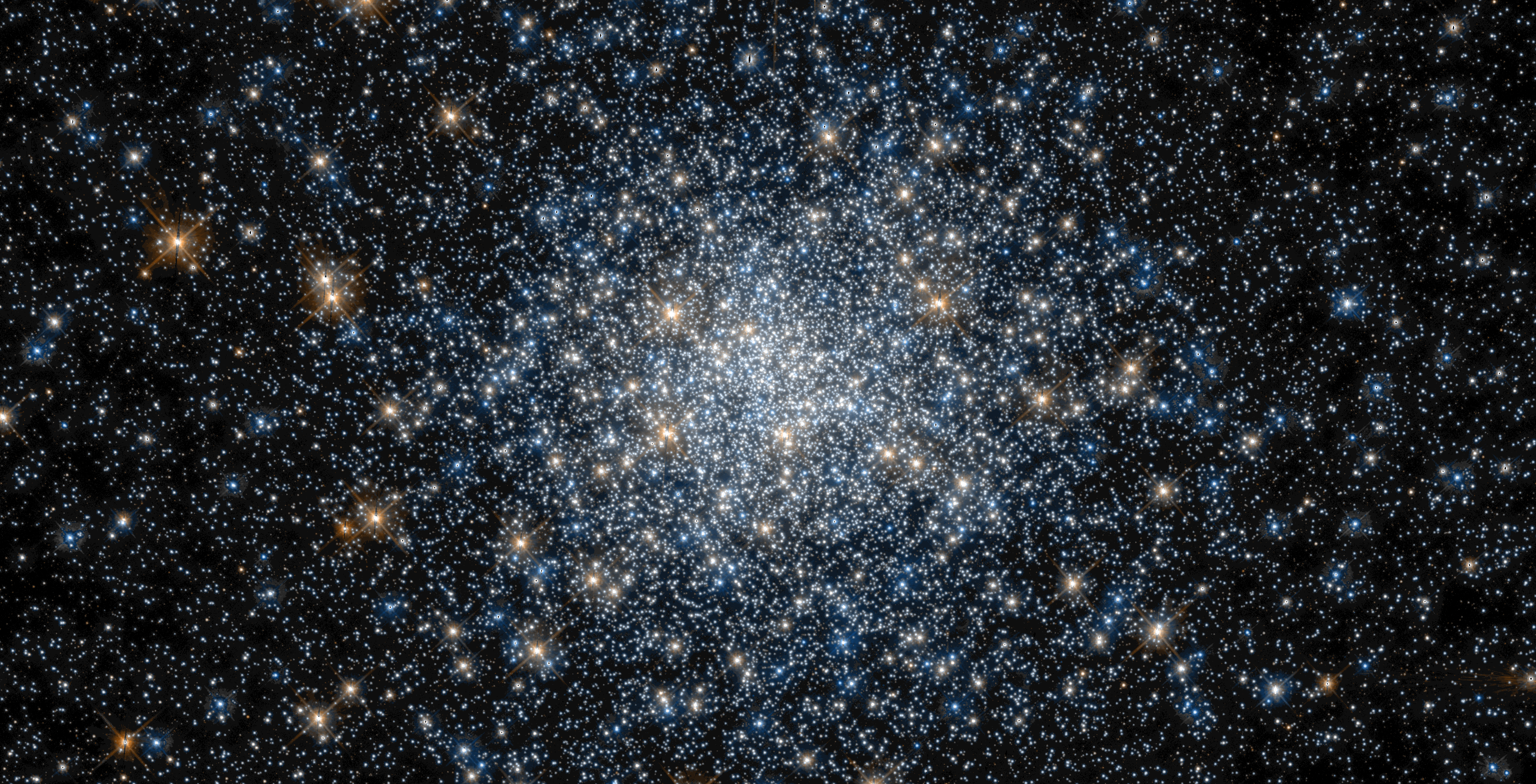
خوشه ستاره ای مسیه 28.

مسیه ۲۸(به انگلیسی: Messier 28) یا ان‌جی‌سی ۶۶۲۶ یک خوشه ستاره‌ای کروی در صورت فلکی کمان است که فاصله آن از زمین هیجده هزار سال نوری و قدر ظاهری آن ۸.۵ است.